# Hinko Haas
Hinko Haas, slovenski pianist in pedagog, * 22. julij 1956, Celje, † 20. julij 2020.
Spadal je med vidnejše predstavnike srednje generacije slovenskih pianistov. Prvo klavirsko izobazbo je prejel v Celju, v razredu prof. Mirce Sancin. Leta 1975 je opravil sprejemni izpit na Akademiji za glasbo v Ljubljani, kjer je v razredu Dubravke Tomšič Srebotnjak končal diplomski (1979) in podiplomski študij (1992). Leta 1978 je prejel študentsko Prešernovo nagrado. Izpopolnjeval se je pri Rudolfu Kehrerju v Weimarju, Claudeu Coppensu v Bruslju in kot štipendist švicarske vlade pri Carlu Engelu v Bernu. 
Kot solist in član komornih zasedb je koncertiral v Sloveniji, Avstriji, Belgiji, Bosni in Hercegovini, Črni gori, Hrvaški, Italiji, Makedoniji, Nemčiji, Rusiji, Srbiji itd.  Njegovi posnetki so izšli na ploščah tujih in domačih založb (solistična gramofonska pološča in duo z Acijem Bertoncljem; Helidon in Edizione pizzicato itd). Od leta 1992 je poučeval klavir na Akademiji za glasbo v Ljubljani, leta 2000 je bil izvoljen v naziv izredni profesor, od leta 2001 pa je bil tudi prodekan za umetniško dejavnost na tej ustanovi. Kasneje je deloval kot redni profesor. V njegovem razredu je srednješolski študij klavirja zaključil tudi njegov sin Miha Haas.
Leta 2005 je prejel Betettovo nagrado.